# Aloe vogtsii
Aloe vogtsii é uma espécie de liliopsida do gênero Aloe, pertencente à família Asphodelaceae.